# Koenraad IV van Oels
Koenraad IV van Oels, bijgenaamd de Oudere (circa 1384 – Jeltsch, 9 augustus 1447) was van 1412 tot 1416 hertog van Oels, Cosel, de helft van Bytom en de helft van Steinau, vanaf 1416 hertog van Kanth, Bernstadt, Prudnik en Wartenberg en vanaf 1417 bisschop van Breslau en hertog van Neisse. Hij behoorde tot de Silezische tak van het huis der Piasten.

## Levensloop
Koenraad IV was de oudste zoon van hertog Koenraad III van Oels en diens echtgenote Judith, wier herkomst niet bekend is. Hij was de oudste van vijf broers die allemaal Koenraad heetten en die ter onderscheiding met hun individuele bijnamen werden aangeduid.
Koenraad, die als bijnaam de Oudere droeg, werd in 1399 geestelijke in het bisdom Breslau en in 1410 trad hij toe tot de domkapittel. Vervolgens werd hij in 1411 domheer en was in deze functie eveneens pauselijk notaris.
Na de dood van zijn vader in 1412 erfden Koenraad IV en zijn vier broers diens domeinen: de hertogdommen Oels en Cosel en de helft van de hertogdommen Bytom en Steinau. Omdat zijn drie jongste broers nog minderjarig waren, trad Koenraad IV samen met zijn broer Koenraad V Kantner op als hun regent. Vervolgens verdeelden de vijf broers in 1416 hun gezamenlijke bezittingen, waarbij Koenraad IV de districten Kanth, Bernstadt, Prudnik en Wartenberg kreeg. Omdat de gebieden van Koenraad IV en zijn broers echter zodanig klein waren, bleven ze in theorie hun gebieden gezamenlijk regeren.
Na het aftreden van bisschop Wenceslaus II van Liegnitz werd Koenraad de Oudere met de steun van Rooms-Duits koning Sigismund tot bisschop van Breslau verkozen. Deze verkiezing werd op 17 december 1417 bevestigd door paus Martinus V, waarna Koenraad op 22 januari 1418 in Ottmachau tot bisschop werd gewijd. Daarna verpandde hij in 1419 zijn domeinen aan de domkapittel van Breslau.
In de oorlog tegen de Hussieten steunde Koenraad IV volledig het beleid van Rooms-Duits koning Sigismund, die ook koning van Bohemen was. Sinds de Rijksdag van Breslau in 1420 steunde Koenraad IV het verzet tegen de Hussieten en in 1421 bezetten zijn legers het district Braunau om het tegen de Hussieten te beschermen. Vervolgens slaagde Koenraad IV erin om het gebied enkele jaren te verdedigen en in 1422 werd hij benoemd tot de eerste landeshauptmann van Silezië.
De volgende jaren werden heel wat hertogdommen in Silezië en ook het bisdom Breslau door de Hussieten verwoest. Zo werden de Abdij van Grüssau en die van Kamenz, Wartha en Frankenstein vernietigd. In 1428 veroverden de Hussieten de stad Ottmachau en werden grote delen van de stad geplunderd en platgebrand. Ook werden er heel wat kostbaarheden gestolen die Koenraad naar de stad liet brengen. Na onderhandelingen en het betalen van 1000 Boheemse groten verlieten de Hussieten in 1435 uiteindelijk de stad. In 1443 bezetten de Hussieten echter het Slot van Ottmachau opnieuw, dat Koenraad in 1444 opnieuw kon bemachtigen na het betalen van 2000 goudgulden.
Door de Hussietenoorlogen en de daarmee samenhangende verwoestingen was het bisdom Breslau echter financieel geruïneerd. De domkapittel legde de schuld hiervoor bij Koenraad IV, die gedwongen werd om af te treden als bisschop. Omdat er echter geen opvolger werd gevonden, benoemde paus Eugenius IV hem op 21 juli 1445 opnieuw tot bisschop ondanks hevig verzet van de domkapittel van Breslau. Twee jaar later overleed Koenraad IV in het slot van Jeltsch, waarna hij werd bijgezet in de Dom van Breslau.
- Gemeinsame Normdatei: 136409989
- Nationale Bibliotheek van Polen: a0000003600435
- Virtual International Authority File: 80758550